# Wielkie Zgromadzenie Narodowe Turcji
Wielkie Zgromadzenie Narodowe Turcji (tur. Türkiye Büyük Millet Meclisi) – jednoizbowy parlament Republiki Tureckiej.
Zostało utworzone 23 kwietnia 1920 roku w Ankarze i stało się jednym z filarów państwa tworzonego przez Kemala Atatürka po I wojnie światowej. 20 lipca 1961 r. została wprowadzona druga izba, która jednak została zlikwidowana 9 listopada 1982 roku. Zgromadzenie obecnie tworzone jest przez 600 deputowanych wybieranych na 5-letnią kadencję, metodą d'Hondta.
Jego przewodniczącym od 2002 był Bülent Arınç. 9 sierpnia 2007 Przewodniczącym został wybrany Köksal Toptan, którego w lipcu 2009 zastąpił na tym stanowisku Mehmet Ali Sahin. Po wyborach, które odbyły się w Turcji w czerwcu 2011, nowym Przewodniczącym Wielkiego Zgromadzenia Narodowego Turcji został Cemil Çiçek.

## Stowarzyszenia polityczne
- Rząd (319)
  -     Ak Parti (264)
- Wsparcie dla rządu
  -     MHP (50)
  -     Hüda Par (4)
  -     DSP (1)

- Opozycja (281)
  -     CHP (130)
  -     EÖİ (65)
    -     DEM (57)
    -     TİP (4)
    -     DBP (2)
    -     EMEP (2)

  -     İYİ (43)
  -     SGİ (20)
    -     SP (10)
    -     GP (10)

  -     DEVA (15)
  -     YRP (5)
  -     TİP (4)
  -     DP (3)

## Uprawnienia
Do uprawnień Zgromadzenia należy:
- stanowienie prawa
- kontrolowanie rady ministrów
- upoważnianie rady ministrów do wydawania dekretów
- uchwalanie budżetu państwa
- wypowiadanie wojny i zawieranie pokoju
- wyrażanie zgody na ratyfikację umów międzynarodowych
- prawo łaski
- dokonywanie zmian w konstytucji
- zatwierdzanie planów rozwoju gospodarczego
- wybór speakera i członków Prezydium Wielkiego Zgromadzenia Narodowego Turcji
- wybór członków Trybunału Konstytucyjnego
- wybór członków Naczelnej Rady Radiofonii i Telewizji
- wybór Przewodniczącego i członków Trybunału Obrachunkowego
- możliwość zniesienia immunitetu deputowanym.